# Hebridean Princess
Die Hebridean Princess ist ein 1964 als Fähre unter dem Namen Columba in Dienst gestelltes Kreuzfahrtschiff der britischen Reederei Hebridean Island Cruises, das unter seinem jetzigen Verwendungszweck seit 1989 im Einsatz steht. Die Hebridean Princess gehört zu den ältesten aktiven Kreuzfahrtschiffen.

## Geschichte
Die Columba wurde am 16. Mai 1963 unter der Baunummer 912 in der Werft von Hall, Russell & Company in Aberdeen auf Kiel gelegt und lief am 16. März 1964 vom Stapel. Nach der Ablieferung an die Reederei David MacBrayne Ltd. (ab 1973 zu Caledonian MacBrayne gehörend) am 31. Juli 1964 nahm das Schiff am 30. Juli den Fährbetrieb zwischen Oban, Craignure und Lochaline auf. Es gehörte der aus drei Einheiten bestehenden Hebrides-Klasse an, seine ursprüngliche Kapazität lag bei 50 Autos und 600 Passagieren.
1988 wurde die Columba außer Dienst gestellt und von dem neuen Besitzer Hebridean Island Cruises gekauft, der sie zu einem Luxus-Kreuzfahrtschiff umbauen ließ. Am 26. Mai 1989 machte das Schiff seine Jungfernfahrt unter dem neuen Namen Hebridean Princess zu den westlichen Inseln von Schottland. Nun konnte es nur noch 49 Passagiere befördern, die in luxuriösen Suiten untergebracht waren. Vom 21. bis zum 29. Juli 2006 sowie für zwei Wochen im Juli 2010 wurde das Schiff von der englischen Königin Elisabeth II. für einen Familienurlaub gechartert.
Die Hebridean Princess ist bis heute im Dienst und gehört damit zu den ältesten Kreuzfahrtschiffen der Welt.

## Die Schwesterschiffe
Die Hebridean Princess ist das einzige noch existierende Schiff ihrer Baureihe. Die Hebrides wurde 2003 in der Türkei abgewrackt. Der Verbleib der Clansman ist nicht genau geklärt. Sie gehörte am Ende ihrer Dienstzeit einer Reederei in Malta, die sie im Roten Meer einsetzte. 1994 wurde sie aus dem Schiffsregister gestrichen. Wahrscheinlich wurde sie kurz darauf abgewrackt.

## Technische Daten
Das Schiff hat eine Tonnage von 2112 BRZ und ist etwa 72 Meter lang. Die Breite des Schiffes beträgt knapp 14 Meter, die Geschwindigkeit liegt bei 12 Knoten.